# 北疆茶藨子
北疆茶藨子（学名：Ribes meyeri var. pubescens）为虎耳草科茶藨子属下的一个变种。

## 扩展阅读
- 維基物種上的相關：北疆茶藨子